# Symmorphus
Symmorphus (лат.) — род одиночных ос (Eumeninae). Около 40 видов.

## Распространение
Голарктика и Индо-Малайская область. В Палеарктике около 20 видов. Для стран бывшего СССР указывалось 15 видов. В Европе около 10 видов.

## Описание
Мелкие одиночные осы (около 1 см). Гнёзда в готовых полостях (полых стеблях растений в галлах, старых гнездах других перепончатокрылых, в древесине). Взрослые самки охотятся на личинок насекомых для откладывания в них яиц и в которых в будущим появится личинка осы. Провизия — гусеницы и личинки жуков (долгоносики и листоеды).

## Классификация
- Symmorphus albomarginatus (Saussure, 1855) — Неарктика
- Symmorphus allobrogus (Saussure, 1855) — Палеарктика
- Symmorphus angustatus (Zetterstedt, 1838) — Палеарктика
- Symmorphus bifasciatus (Linnaeus, 1761) — Палеарктика
- Symmorphus canadensis (Saussure, 1855) — Канада, США
- Symmorphus connexus (Curtis, 1826)
- Symmorphus crassicornis (Panzer, 1798) — Палеарктика
- Symmorphus cristatus (Saussure, 1855) — Канада, США
- Symmorphus debilitatus (Saussure, 1856)
- Symmorphus declivis Harttig, 1932
- Symmorphus fuscipes (Herrich-Schaeffer, 1838) — Палеарктика
- Symmorphus gracilis (Brullé, 1832)
- Symmorphus murarius (Linnaeus, 1758) — Палеарктика
- Symmorphus yunnanensis